# Neuwelt (Schwarzenberg)
Neuwelt ist ein Ortsteil der Stadt Schwarzenberg im sächsischen Erzgebirgskreis.

## Geschichte

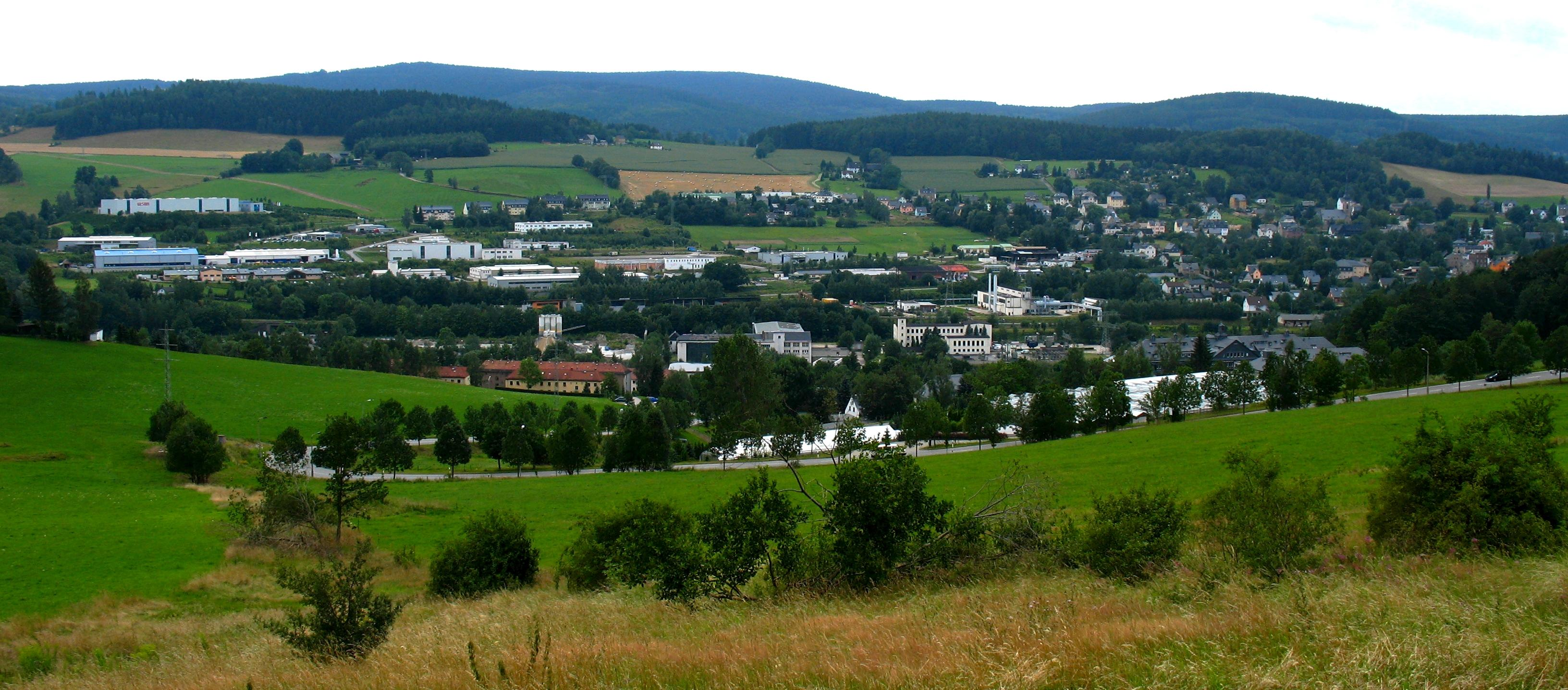
Neuwelt aus Richtung des Schwarzenberger Stadtteils Sonnenleithe: links das Gewerbegebiet; rechts der Ortskern, am rechten Bildrand die Kirche

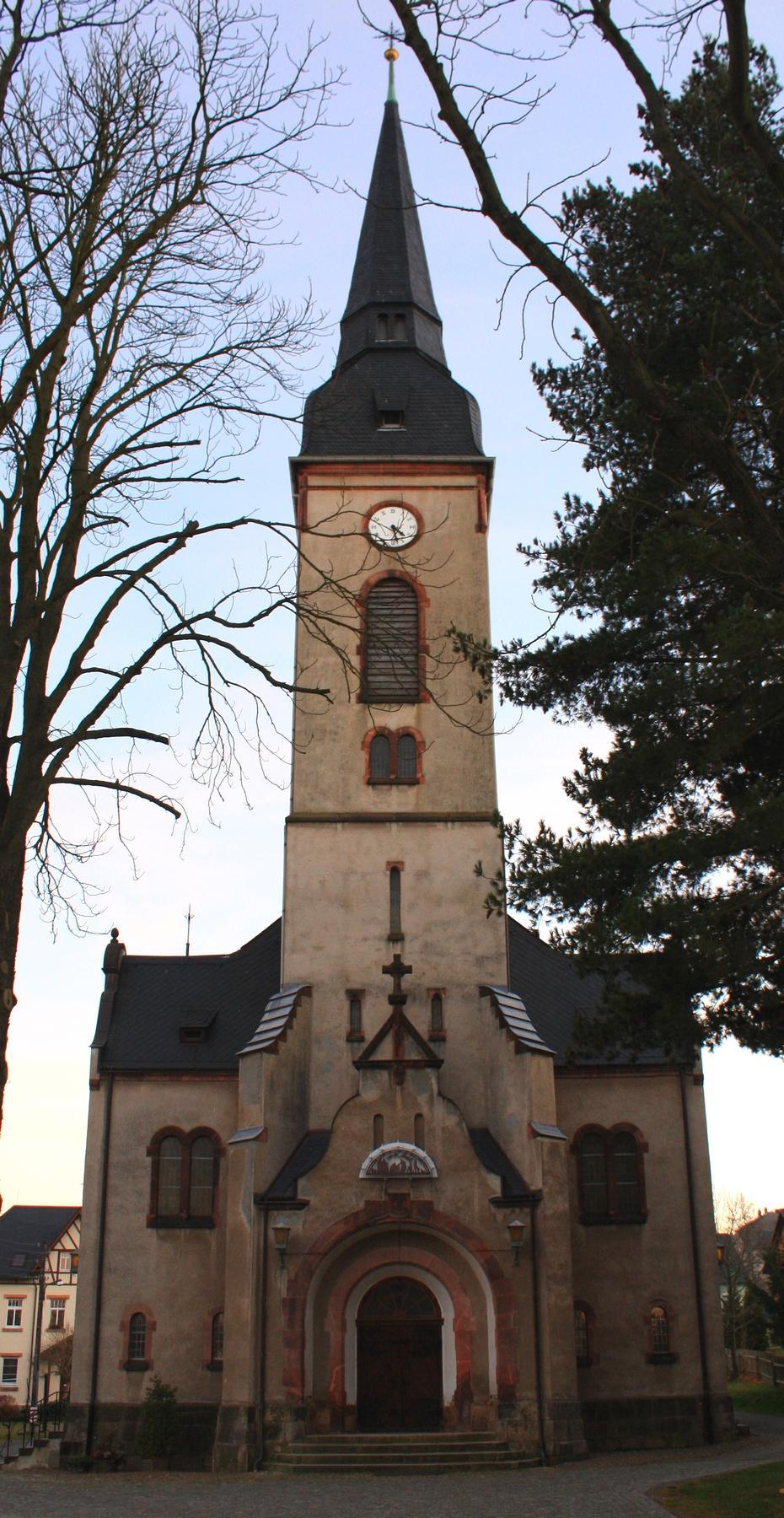
Emmauskirche: Turm mit Hauptportal

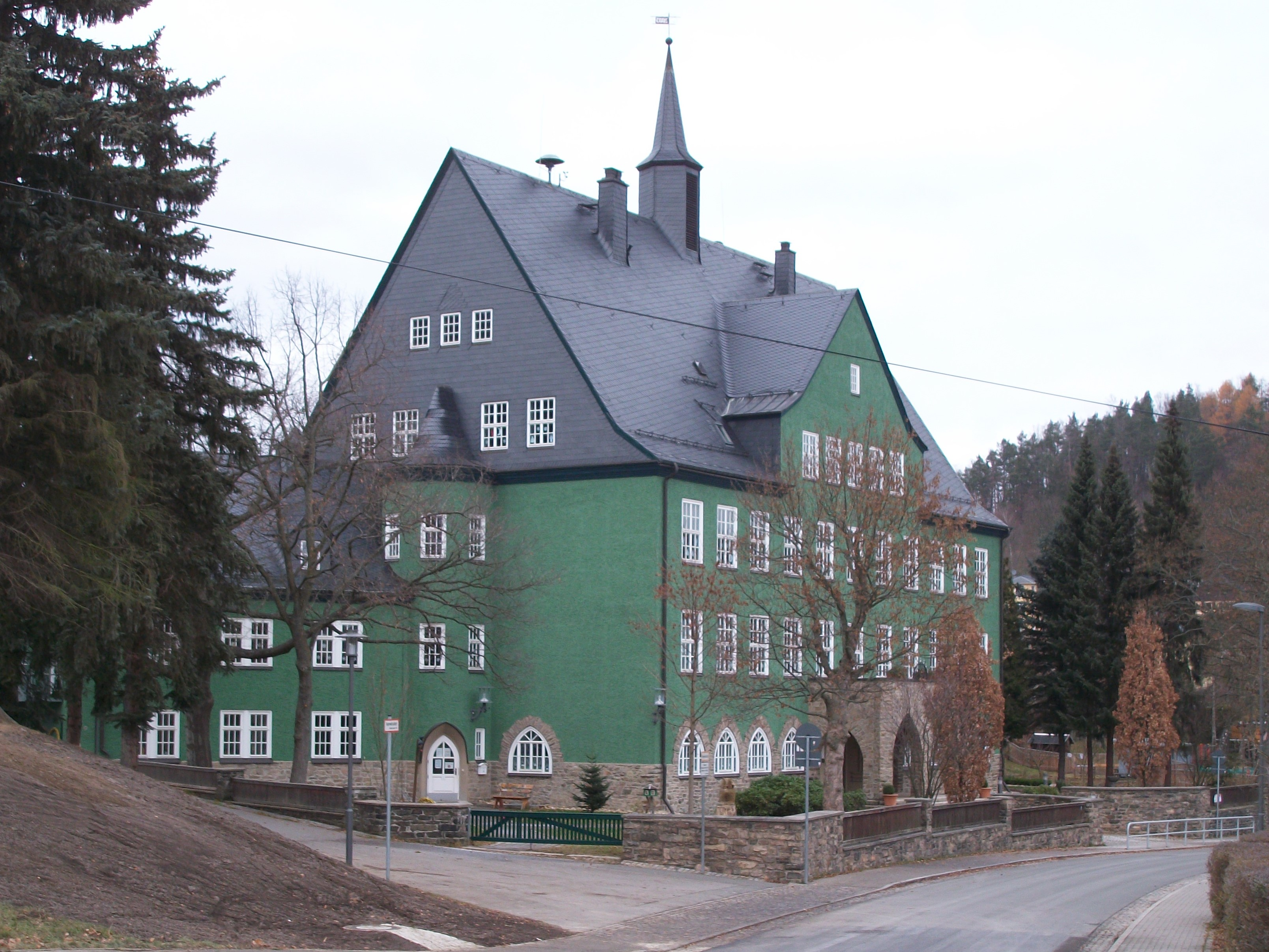
Grundschule Neuwelt

Neuwelt entstand 1790 durch den Bau von Häuslerzeilen in Parzellenflur und ist im selben Jahr unter dem Namen Neue Welt bezeugt. Arbeiter des Rittergutes in Obersachsenfeld hatten von ihrem Herrn, Christoph Heinrich Friedrich Graf zu Solms und Tecklenburg, die Erlaubnis erhalten, sich auf dessen Flur, bis dahin Wald und Wiese, anzusiedeln. Im Gegenzug für das kostenlose Bauland hatten sie ihm Frondienste zu leisten.
Der Ortsname soll von ebendiesem Herren stammen, der auf dem Weg zu der neuen Siedlung, die auf der anderen Seite des Schwarzwassers lag, scherzhaft gesagt hätte, er machte sich auf in die neue Welt. Nach etwa 30 Jahren politischer Zugehörigkeit zum Sachsenfelder Rittergut erlangte Neuwelt seine Eigenständigkeit. 1826 wurde im Dorf erstmals Unterricht erteilt. 1853 schloss sich die Gemeinde Untersachsenfeld mit dem angegliederten Gut gleichen Namens der Gemeinde Neuwelt an. Mit dem Entstehen mehrerer Fabriken fanden mehr als 500 Arbeiter im Ort eine Anstellung. 1895 erhielt Neuwelt eine Postagentur, 1897 eine Wasserleitung und im Jahr darauf eine Haltestelle der Königlich-Sächsischen Staatseisenbahn. Am 1. September 1919 verlor Neuwelt seine Eigenständigkeit und wurde ein Ortsteil von Schwarzenberg.
Die Einwohnerzahl betrug 1834 296 und stieg bis 1910 auf 1660. 1925 waren von den 2212 Einwohnern 1984 evangelisch-lutherisch, 106 katholisch und 122 anderer oder ohne Konfession.

## Entwicklung der Einwohnerzahl
| Jahr | Einwohnerzahl |
| ---- | ------------- |
| 1834 | 296           |
| 1871 | 405           |
| 1871 | 560           |
| 1890 | 1660          |
| 1925 | 2012          |

## Sehenswürdigkeiten

### Kirche
1895 erhielt Neuwelt die Erlaubnis, seine Gottesdienste nicht länger in Beierfeld abzuhalten, sondern in einem eigens eingerichteten Raum im Schulgebäude. Nachdem zunächst ein Hilfsgeistlicher die Gemeindearbeit übernommen hatte, wurde dessen Stelle 1897 in ein eigenes Pfarramt umgewandelt.
Die im neoromanischen Stil erbaute Emmauskirche wurde am 28. Oktober 1901 nach nur 14 Monaten Bauzeit geweiht. Die Emmaus-Kirchgemeinde Schwarzenberg-Neuwelt ist heute eine Schwesterkirche der St.-Georgen-Kirche Schwarzenberg.

### Holzbrücke
Über das Schwarzwasser führt die denkmalgeschützte Hammerbrücke, die Neuwelt mit Sachsenfeld verbindet. Die 21,5 Meter lange Brücke wurde 1732 gebaut, 1908 rekonstruiert und 1992 restauriert.

## Verkehr

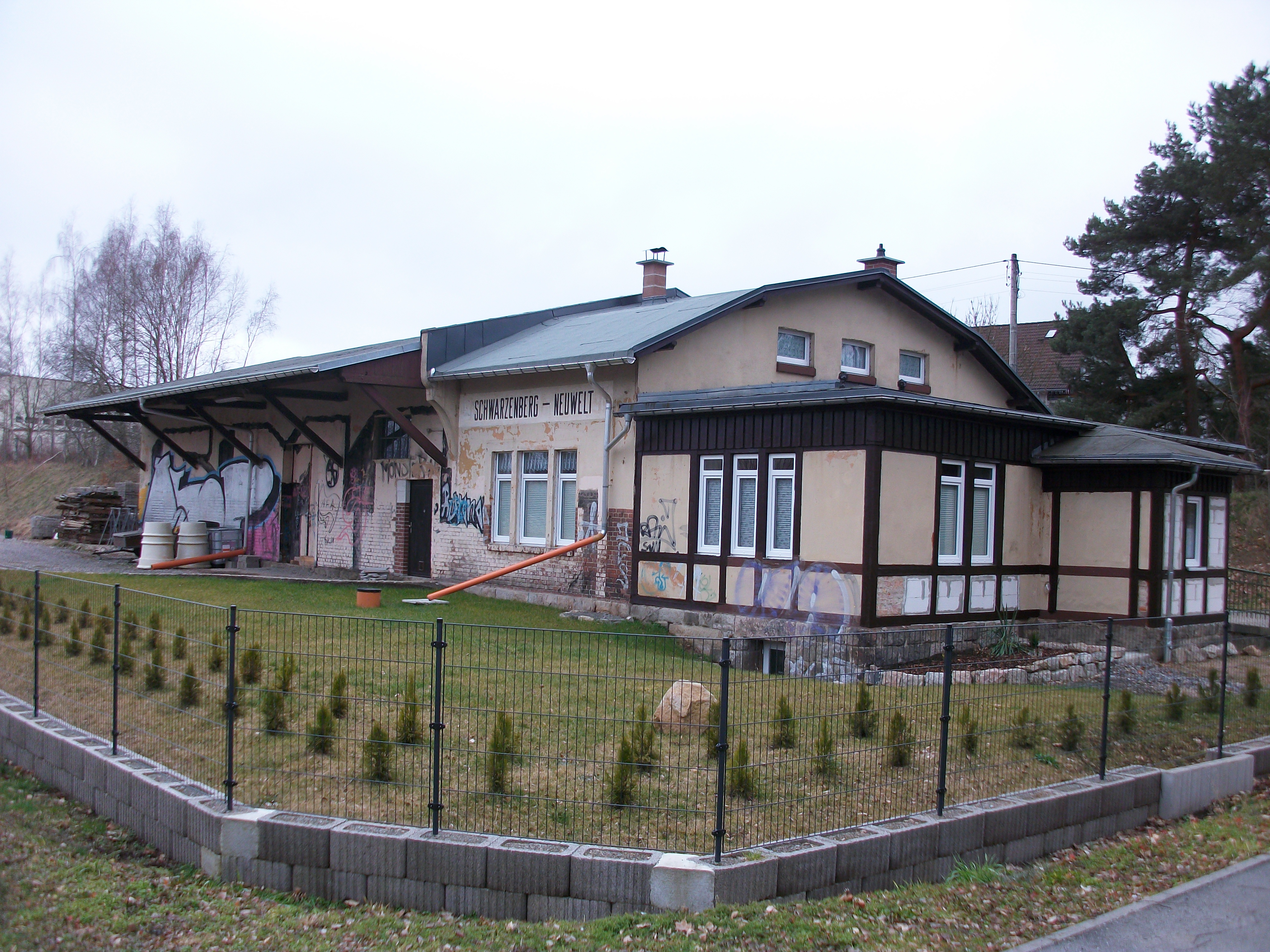
Bahnhof Schwarzenberg-Neuwelt, ehem. Empfangsgebäude (2016)

Durch Neuwelt führt die Bundesstraße 101. Der Ort hat einen Haltepunkt an der Bahnstrecke Schwarzenberg–Zwickau, über die die Erzgebirgsbahn von Johanngeorgenstadt nach Zwickau verkehrt.

## Söhne und Töchter des Ortes
- Louis Krauß (1862–1927), Industrieller
- Friedrich Emil Krauß (1895–1977), Industrieller und Erfinder
- Sigfrid Riedel (1918–2018), General der NVA und Chef des Hauptstabes